# Scatogenus
Scatogenus is een kevergeslacht uit de familie van de boktorren (Cerambycidae). De wetenschappelijke naam van het geslacht werd voor het eerst geldig gepubliceerd in 1969 door Quentin & Villiers.

## Soorten
Scatogenus is monotypisch en omvat slechts de volgende soort:
- Scatogenus mulleri (Burgeon, 1947)